# Arator István
Arator István (Pannóniai Arator István) (született Szántó István) (Devecser, 1540 vagy 1541 – Olmütz, 1612) jezsuita tanár, Biblia-fordító.

## Élete
A győri egyházmegyében született. A neve alapján – amelyet a kor szokása szerint latin nyelvre fordítva is használt – valószínűsíthető, hogy földműves szülőktől származott. Édesapja korán elhunyt, édesanyja és testvérei török rabságba kerültek, így őt anyai nagybátyja nevelte Galgócon. Bécsi tanulmányait követően a nyitrai egyházmegye szolgálatába állt, melynek főpásztora, Bornemisza Pál 1560-ban Rómába küldte. A német jezsuita papnevelő intézetben felvették a rend tagjai közé, majd a próbaévek után áldozópap lett. 
1566-ban Bécsbe, innen Nagyszombatba küldték elöljárói, ahol csak rövid ideig tanított; a következő évben a bécsi, majd a grazi főiskolákban a bölcselettudományt tanította. 1575 elején a magyar gyóntatói állást foglalta el Rómában, ahol 1579. december 9-éig tartózkodott, amikor is Báthory István hívására Erdélybe ment. Itt a kolozsmonostori apátságban telepedett a jezsuitákhoz csatlakozva, s Kolozsváron hirdette a katolikus vallást, illetve tanított a gimnáziumban, ahol többek között Pázmány Péter is a növendéke volt. 
1582-től négy éven át Nagyváradon tartózkodott, iskolát nyitott és polémiát folytatott Beregszászi Péterrel. 1585-ben Gyulafehérvárra helyezték át, de a jezsuitákat még abban az évben száműzték Erdélyből. Ő ekkor a vágsellyei ház főnöke lett. 1600-ban a turóci prépostság znióváraljai rendházába küldték, innen 1605-ben társaival együtt elűzték és az olmützi kollégiumba fogadták be, ahol 1612-ben meghalt.

## Művei

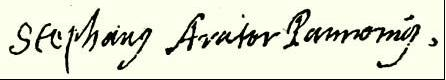
Arator István aláírása Kolozsvárt, 1581. szeptember 21-én kelt leveléről

Egyetlen munkája, mely nyomtatásban megjelent, több kiadást ért és számos példányban maradt reánk, a gazdag tartalmú magyar szótár, melyet a Calepinus-féle soknyelvű szótárvállalatnak szolgáltatott; nem viseli ugyan nevét, de Szily Kálmán kritikai fejtegetéssel a szerzőséget neki tulajdonítja.
Kéziratban maradt egy 1600-ban készült emlékirata: Brevis et succincta descriptio qua occasione haereses in Ungaria et Transylvania fuerint invectae, quem progressum habuerint et quis modus sit eos exstirpendi. A kézirat másolatai megvannak a budapesti egyetemi és az esztergomi prímási könyvtárban. Ism. Szalay László a Pesti Napló 1856. 252. sz.-ban.
Negyven évi munkáinak összes kéziratai a znióváraljai zárdában vesztek el, midőn azt a Bocskai hajdúi 1605-ben feldúlták; egyedül a Confutatio Alcorani címűt sikerült megmentenie. Római katekizmusának magyar kézirata is elveszett.
A szentírást magyar nyelvre fordította, az ószövetségi könyvekkel teljesen elkészült, az újszövetség fordításában a halál megakadályozta. Azzal kapcsolatban, hogy Káldi György felhasználta-e Arator munkáját a saját Biblia-fordításánál, eltérő vélemények láttak napvilágot.
Az országos levéltárban a gyulafehérvári káptalan iratai közt Nagy Gyula fölfedezett egy kéziratban maradt magyar-latin szótár-töredéket 1580-ból, közli a M. Könyv-Szemle XII. kötetében.
Levelezéseinek és emlékiratainak 1575-től 1579 végéig terjedő gyűjteményét, amelyet ő maga a Vatikáni Apostoli Könyvtárban helyezett el, Hevenessy a 17. század végén lemásoltatta és gyűjteményébe vette föl. Innen egy újabb másolat Széchényi Ferenc gróf gyűjteményével az Országos Széchényi Könyvtár kézirattárába került.
- Pannóniai Arator István: "A római Magyar Seminárium története ..."; kiad. Fraknói Vilmos; Stephaneum Ny., Bp., 1912
- Szántó (Arator) István: Confutatio Alcorani; sajtó alá rend.. előszó Lázár István Dávid; JATE, Szeged, 1990 (Adattár XVI-XVIII. századi szellemi mozgalmaink történetéhez)